# 马克·哈珀
馬克·詹姆斯·哈珀（英語：Mark James Harper；1970年2月26日—），是英國保守黨的黨員，曾任英國國會迪恩森林選區下議院議員、下議院執政黨黨鞭及運輸大臣。

## 外部連結
- 馬克·哈珀 MP （页面存档备份，存于）官方網站
- 保守黨檔案
- 內閣辦公室檔案 （页面存档备份，存于）

| 大不列颠及北爱尔兰联合王国国会 | 大不列颠及北爱尔兰联合王国国会            | 大不列颠及北爱尔兰联合王国国会                  |
| ------------------------------ | ----------------------------------------- | ----------------------------------------------- |
| 前任者： 戴安娜·奧根           | 英國下議院迪恩森林議員 2005年－           | 現任                                            |
| 官衔                           |                                           |                                                 |
| 前任者： 安德魯·羅巴森         | 影子內閣軍隊家庭和福利部長 2005年－2007年 | 繼任者： 安德魯·莫里森                          |
| 前任者： 杰里米·亨特           | 影子內閣殘疾人部長 2007年－2010年         | 職位取消                                        |
| 前任者： 達米安·格林           | 移民國務大臣 2012年－2014年               | 繼任者： 詹姆斯·布羅肯希爾 為安全和移民國務大臣 |
| 前任者： 邁克·潘寧             | 殘疾人國務大臣 2014年－2015年             | 繼任者： 賈斯汀·湯姆林森                        |
| 前任者： 高文浩                | 下議院執政黨黨鞭 2015年－2016年           | 繼任者： 加文·威廉姆森                          |
| 前任者： 高文浩                | 財政部政務次官 2015年－2016年             | 繼任者： 加文·威廉姆森                          |
| 政党职务                       |                                           |                                                 |
| 前任者： 高文浩                | 下議院保守黨黨鞭長 2015年－2016年         | 繼任者： 加文·威廉姆森                          |